# How Will I Laugh Tomorrow When I Can’t Even Smile Today
How Will I Laugh Tomorrow When I Can’t Even Smile Today ist das dritte Studioalbum der US-amerikanischen Band Suicidal Tendencies. Es erschien im September 1988 bei Epic Records.

## Entstehung und Stil
Nach einer vorübergehenden Auszeit regruppierte sich die Band 1988 für How Will I Laugh Tomorrow When I Can’t Even Smile Today. Erstmals traten die Punk-Elemente zugunsten eines an Speed Metal und Thrash Metal orientierten Klangs, zum Teil mit recht komplexen Breaks, in den Hintergrund. Neu in die Band gekommen war Rhythmus-Gitarrist Mike Clark, der zuvor in Mike Muirs Nebenprojekt No Mercy gespielt hatte. Er beteiligte sich gleich sehr stark am Songwriting und zeichnete für die Musik von sechs Stücken verantwortlich. Weitere drei Stücke stammten noch von Ex-Bassist Louiche Mayorga.
Auf dem Cover des Albums stehen die Mitglieder vor dem Mausoleum der Saint Sophia Cathedral in Los Angeles, auf der Rückseite vor dem Haupteingang der Kirche. Das Mausoleum wurde Ende der 90er Jahre renoviert und erweitert, sodass es mittlerweile nicht mehr ganz so aussieht, wie auf dem Cover.

## Rezeption
Steve Huey von Allmusic nannte das Album als „eine der besten Veröffentlichungen“ der Band. Muirs Selbstanalyse und soziale Kommentare seien so absolut unwiderstehlich und amüsant wie immer. Er vergab 4,5 von fünf Sternen. Thomas Kupfer schrieb im Rock Hard, auch auf der neuen Platte seien die „Heavy Metal-Anleihen unüberhörbar, aber die Kompositionen klingen weitaus ausgereifter und farbiger als in früheren Tagen. Man muß jedenfalls kein großer Prophet sein, um den Suicidal Tendencies mit How Will I Laugh Tomorrow glänzende Zukunftsperspektiven einzuräumen, denn mit Songs wie ‘Trip at the Brain’ (die erste Singleauskoppelung), dem Titelstück oder ‘Surf and Slam’ hat man es geschafft, einen eigenständigen Stil zu kreieren, den ich mal grob als ‘kultivierten Hardcore’ umreißen würde.“ Er vergab 8,5 von zehn Punkten. Das Magazin nahm das Album auch 2009 in seine Liste der „250 Thrash-Metal-Alben, die man kennen sollte“, auf.

## Titelliste
1. Trip at the Brain (Mike Clark, Mike Muir) – 4:32
2. Hearing Voices (Louiche Mayorga, Muir) – 4:13
3. Pledge Your Allegiance (Mayorga, Muir) – 4:32
4. How Will I Laugh Tomorrow (Clark, Muir) – 6:44
5. The Miracle (Clark, Muir) – 5:28
6. Suicyco Mania * (Mayorga, Muir) – 5:52
7. Surf and Slam (Rocky George, Suicidal Tendencies) – 2:51
8. If I Don’t Wake Up (Clark, Muir) – 4:53
9. Sorry?! (George, Muir) – 3:47
10. One Too Many Times (Clark, Muir) – 3:13
11. The Feeling’s Back (Clark, Muir) – 4:04